# Per Bergman (seglare)
Per Bergman, född 15 maj 1886 i Stockholm, död 18 oktober 1950 i Stockholm, var en svensk seglare.
Han seglade för KSSS. Han blev olympisk silvermedaljör i Stockholm 1912.